# Velika nagrada Bahrajna 2019
Velika nagrada Bahrajna 2019 je druga dirka Svetovnega prvenstva Formule 1 v sezoni 2019. Odvijala se je 31. marca 2019 na dirkališču Bahrain International Circuit pri Sahirju. Zmagal je Lewis Hamilton, drugo mesto je osvojil Valtteri Bottas, oba Mercedes, tretje pa Charles Leclerc, Ferrari.

## Rezultati

### Kvalifikacije
| Poz  | Št | Dirkač             | Konstruktor               | 1. del   | 2. del   | 3. del   | Št. m. |
| ---- | -- | ------------------ | ------------------------- | -------- | -------- | -------- | ------ |
| 1    | 16 | Charles Leclerc    | Ferrari                   | 1:28,495 | 1:28,046 | 1:27,866 | 1      |
| 2    | 5  | Sebastian Vettel   | Ferrari                   | 1:28,733 | 1:28,356 | 1:28,160 | 2      |
| 3    | 44 | Lewis Hamilton     | Mercedes                  | 1:29,262 | 1:28,578 | 1:28,190 | 3      |
| 4    | 77 | Valtteri Bottas    | Mercedes                  | 1:29,498 | 1:28,830 | 1:28,256 | 4      |
| 5    | 33 | Max Verstappen     | Red Bull Racing-Honda     | 1:29,579 | 1:29,109 | 1:28,752 | 5      |
| 6    | 20 | Kevin Magnussen    | Haas-Ferrari              | 1:29,532 | 1:29,017 | 1:28,757 | 6      |
| 7    | 55 | Carlos Sainz Jr.   | McLaren-Renault           | 1:29,528 | 1:29,055 | 1:28,813 | 7      |
| 8    | 8  | Romain Grosjean    | Haas-Ferrari              | 1:29,688 | 1:29,249 | 1:29,015 | 11     |
| 9    | 7  | Kimi Räikkönen     | Alfa Romeo Racing-Ferrari | 1:29,959 | 1:29,471 | 1:29,022 | 8      |
| 10   | 4  | Lando Norris       | McLaren-Renault           | 1:29,381 | 1:29,258 | 1:29,043 | 9      |
| 11   | 3  | Daniel Ricciardo   | Renault                   | 1:29,859 | 1:29,488 |          | 10     |
| 12   | 23 | Alexander Albon    | Scuderia Toro Rosso-Honda | 1:29,514 | 1:29,513 |          | 12     |
| 13   | 10 | Pierre Gasly       | Red Bull Racing-Honda     | 1:29,900 | 1:29,526 |          | 13     |
| 14   | 11 | Sergio Pérez       | Racing Point-BWT Mercedes | 1:29,893 | 1:29,756 |          | 14     |
| 15   | 26 | Daniil Kvjat       | Scuderia Toro Rosso-Honda | 1:29,876 | 1:29,854 |          | 15     |
| 16   | 99 | Antonio Giovinazzi | Alfa Romeo Racing-Ferrari | 1:30,026 |          |          | 16     |
| 17   | 27 | Nico Hülkenberg    | Renault                   | 1:30,034 |          |          | 17     |
| 18   | 18 | Lance Stroll       | Racing Point-BWT Mercedes | 1:30,217 |          |          | 18     |
| 19   | 63 | George Russell     | Williams-Mercedes         | 1:31,759 |          |          | 19     |
| 20   | 88 | Robert Kubica      | Williams-Mercedes         | 1:31,799 |          |          | 20     |
| Vir: |    |                    |                           |          |          |          |        |

### Dirka
| Poz  | Št | Dirkač             | Konstruktor               | Krogi | Čas/Odstop  | Št. m. | Toč |
| ---- | -- | ------------------ | ------------------------- | ----- | ----------- | ------ | --- |
| 1    | 44 | Lewis Hamilton     | Mercedes                  | 57    | 1:34:21,295 | 3      | 25  |
| 2    | 77 | Valtteri Bottas    | Mercedes                  | 57    | +2,980      | 4      | 18  |
| 3    | 16 | Charles Leclerc    | Ferrari                   | 57    | +6,131      | 1      | 16  |
| 4    | 33 | Max Verstappen     | Red Bull Racing-Honda     | 57    | +6,408      | 5      | 12  |
| 5    | 5  | Sebastian Vettel   | Ferrari                   | 57    | +36,068     | 2      | 10  |
| 6    | 4  | Lando Norris       | McLaren-Renault           | 57    | +45,754     | 9      | 8   |
| 7    | 7  | Kimi Räikkönen     | Alfa Romeo Racing-Ferrari | 57    | +47,470     | 8      | 6   |
| 8    | 10 | Pierre Gasly       | Red Bull Racing-Honda     | 57    | +58,094     | 13     | 4   |
| 9    | 23 | Alexander Albon    | Scuderia Toro Rosso-Honda | 57    | +1:02,697   | 12     | 2   |
| 10   | 11 | Sergio Pérez       | Racing Point-BWT Mercedes | 57    | +1:03,696   | 14     | 1   |
| 11   | 99 | Antonio Giovinazzi | Alfa Romeo Racing-Ferrari | 57    | +1:04,599   | 16     |     |
| 12   | 26 | Daniil Kvjat       | Scuderia Toro Rosso-Honda | 56    | +1 krog     | 15     |     |
| 13   | 20 | Kevin Magnussen    | Haas-Ferrari              | 56    | +1 krog     | 6      |     |
| 14   | 18 | Lance Stroll       | Racing Point-BWT Mercedes | 56    | +1 krog     | 18     |     |
| 15   | 63 | George Russell     | Williams-Mercedes         | 56    | +1 krog     | 19     |     |
| 16   | 88 | Robert Kubica      | Williams-Mercedes         | 55    | +2 kroga    | 20     |     |
| 17   | 27 | Nico Hülkenberg    | Renault                   | 53    | Motor       | 17     |     |
| 18   | 3  | Daniel Ricciardo   | Renault                   | 53    | Motor       | 10     |     |
| 19   | 55 | Carlos Sainz Jr.   | McLaren-Renault           | 53    | Menjalnik   | 7      |     |
| Ods  | 8  | Romain Grosjean    | Haas-Ferrari              | 16    | Trčenje     | 11     |     |
| Vir: |    |                    |                           |       |             |        |     |